# Alain Guiraudie
Alain Guiraudie (pron. AFI: /alɛ̃ ɡiʁodi/; Villefranche-de-Rouergue, 15 luglio 1964) è un regista, sceneggiatore e scrittore francese.

## Biografia
Nativo dell'Aveyron, vive e lavora ad Albi. Ammiratore dello scrittore occitano Jean Boudou, storicamente è stato associato a una generazione di autori francesi di difficile classificazione emersa tra anni '90 e 2000, come Laurent Achard, Serge Bozon, Yves Caumon, Marc Fitoussi, i fratelli Larrieu e Philippe Ramos. Molti critici hanno scritto della difficoltà di inquadrare i suoi film in un genere preciso, parlando di "realismo fantastico" o "féerie civile". Scrivendo per Libération nel 2008, il critico cinematografico Olivier Seguret ha preferito per lui la definizione di "impresentabile", adducendo:
Dopo aver scritto e diretto tre cortometraggi negli anni '90, si fa notare nel 2001 con due mediometraggi giudicati molto originali dalla critica francese: Du soleil pour les gueux, ma, soprattutto, Ce vieux rêve qui bouge. Il primo è un racconto picaresco, mentre col secondo, vincitore del Prix Jean Vigo, riesce a raccontare con cifra surreale sia la classe operaia, ambientandone la vicenda nella settimana precedente la chiusura di una fabbrica dove lui stesso all'epoca lavorava, che la propria omosessualità. La pellicola verrà definita da Jean-Luc Godard come "il miglior film" del Festival di Cannes 2001. Tuttavia, il passaggio al lungometraggio non sarà semplice per Guiraudie e il suo primo tentativo, Non c'è pace per Basile (2003), si rivelerà un flop, arrivando ad incassare di meno e ricevere meno recensioni addirittura del suo precedente mediometraggio.
Conoscerà il più ampio successo di pubblico e critica della sua carriera con il suo quarto lungometraggio nel 2013, Lo sconosciuto del lago, per cui vince anche il premio come miglior regista a Cannes nella sezione Un Certain Regard e la Queer Palm per il miglior film a tematica LGBT, oltre a venire candidato ai Premi César per la miglior regìa e la migliore sceneggiatura originale.
Nel 2014 pubblica il suo primo romanzo, Qui comincia la notte, per i tipi di P.O.L. Due anni dopo torna a Cannes, stavolta in concorso per la Palma d'oro, col film Rester vertical.
Nel 2024 presenta il lungometraggio L'uomo nel bosco al Festival di Cannes, sezione Cannes Première, eletto miglior film francese dell'anno dai Cahiers du cinéma, insignito del Prix Louis-Delluc.

## Filmografia

### Cortometraggi
- Les héros sont immortels (1990)
- Tout droit jusqu'au matin (1994)
- La Force des choses (1997)

### Mediometraggi
- Du soleil pour les gueux (2001)
- Ce vieux rêve qui bouge (2001)
- On m'a volé mon adolescence – film TV (2007)

### Lungometraggi
- Non c'è pace per Basile (Pas de repos pour les braves) (2003)
- Voici venu le temps (2005)
- Le Roi de l'évasion (2009)
- Lo sconosciuto del lago (L'Inconnu du lac) (2013)
- Rester vertical (2016)
- L'innamorato, l'arabo e la passeggiatrice (Viens je t'emmène) (2022)
- L'uomo nel bosco (Miséricorde) (2024)

## Romanzi
- Ici commence la nuit (2014)
  -  Qui comincia la notte, traduzione di Tania Spagnoli, Firenze, Clichy, 2015, ISBN 978-88-6799-177-8.
- Rabalaïre (2021)
- Pour les siècles des siècles (2024)

## Riconoscimenti
- Festival di Cannes
  - 2013 – Miglior regia Un Certain Regard per Lo sconosciuto del lago
  - 2013 – Queer Palm per Lo sconosciuto del lago
  - 2013 – In concorso (Un Certain Regard) con Lo sconosciuto del lago
  - 2016 – In concorso (Palma d'oro) con Rester vertical
- Premio César
  - 2003 – Candidatura al miglior cortometraggio per Ce vieux rêve qui bouge
  - 2014 – Candidatura al miglior regista per Lo sconosciuto del lago
  - 2014 – Candidatura alla migliore sceneggiatura originale per Lo sconosciuto del lago
  - 2025 – Candidatura al miglior regista per L'uomo nel bosco
  - 2025 – Candidatura alla migliore sceneggiatura originale per L'uomo nel bosco
- Premio Lumière
  - 2017 – Candidatura al miglior regista per Rester vertical
  - 2017 – Candidatura alla migliore sceneggiatura per Rester vertical
  - 2025 – Candidatura al miglior regista per L'uomo nel bosco
  - 2025 – Candidatura alla migliore sceneggiatura per L'uomo nel bosco
- European Film Awards
  - 2000 – Candidatura al miglior cortometraggio per Ce vieux rêve qui bouge
- Festival international du court métrage de Clermont-Ferrand
  - 2001 – Miglior cortometraggio  per Ce vieux rêve qui bouge
- Semana Internacional de Cine de Valladolid
  - 2024 – Espiga de oro per L'uomo nel bosco
- Torino Film Festival
  - 2005 – Miglior sceneggiatura per Voici venu le temps
  - 2005 – In concorso (Lungometraggi) con Voici venu le temps
  - 2009 – In concorso (Lungometraggi) con Le Roi de l'évasion